# Молочай осиполюбний
Молоча́й осиполю́бний (Euphorbia glareosa) — вид трав'янистих рослин з родини молочайні (Euphorbiaceae), поширений у Чорноморському регіоні. Етимологія: лат. glarea — «гравій, ринь», osus — прикметниковий суфікс.

## Опис
Багаторічна рослина 6—25(35) см заввишки, сиза. Стебла численні, від лежачої чи припіднятої основи б. м. прямостійні, внизу дерев'яніють, рано оголюються, вище густо вкриті листям, борознисті. Стеблові листки сидячі, трохи охоплюють стебло, довгасті або довгасто-зворотно-ланцетоподібні; (12)15—35(40) × 4—12 мм, раптово гострі. Цвітіння: травень — червень. Плодоношення: липень. Тригорішок яйцюватий, 3.5—4 мм у довжину й ширину, голий.

## Поширення
Поширений у Чорноморському регіоні (Болгарія, Крим, Росія, Грузія, Вірменія, Азербайджан, Туреччина). 
Зростає в кам'янистих місцях, на щебенистих і піщаних осипах.